# 게네랄플란 오스트

발트 연안 국가, 폴란드, 벨라루스, 우크라이나와 크림 반도를 포함한 프리드리히 빌헬름 농업 대학교에서 1942년 작성한 독일 식민지의 정착 계획.

게네랄플란 오스트(독일어: Generalplan Ost, 약칭: GPO 영어: Master Plan for the East), 또는 동방총계획(한자: 東方總計畫), 동방총괄계획은 나치 독일의 집단학살, 민족 청소와 독일이 점령한 중부 및 동부 유럽의 식민지화, 독일화에 대한 계획이었다. 제2차 세계대전 도중 나치 독일이 점령한 지역에서 수행될 예정이었고, 실제로 총격, 기아, 노동, 질병과 대량 학살로 진행되어 수백만 명이 사망했다. 그러나, 계획의 완전한 실행은 불가능하다고 여겨졌으며, 나치 독일의 패망으로 인해 실패했다.
게네랄플란 오스트의 운영 지침은 독일 팽창주의의 드랑 나흐 오스텐을 실현시키기 위해 아돌프 히틀러가 설계한 레벤스라움 정책을 기반으로 했고, 나치 독일의 신질서의 일부로 의도되어 계획되었다.

## 계획
| 민족 / 인종 / 제거 대상 | 나치 독일에 의해 제거될 민족의 비율     |
| ----------------------- | --------------------------------------- |
| 러시아인                | 7-8천만명                               |
| 에스토니아인            | 거의 50%                                |
| 라트비아인              | 50%                                     |
| 체코인                  | 50%                                     |
| 우크라이나인            | 65% 우크라이나 서부에서 추방 35% 독일화 |
| 벨라루스인              | 75%                                     |
| 폴인                    | 2천만명, 또는 80-85%                    |
| 리투아니아인            | 85%                                     |
| 라트갈레아인            | 100%                                    |

## 같이 보기
- A-A선